# Mustafa Vehbi Koç
Pour les articles homonymes, voir Koç.
Mustafa Vehbi Koç, né le 29 octobre 1960 et mort le 21 janvier 2016, est président de l'entreprise familiale Koç Holding A.S. de 2003 à sa mort et membre du comité de direction du groupe Bilderberg.

## Mort
Mustafa Koç subi une crise cardiaque lors d'un exercice de fitness à son domicile et meurt le 21 janvier 2016. Il est enterré au cimetière de Zincirlikuyu à côté de la tombe de son grand-père.